# Río Chambira (Río Pintoyacu)
Der Río Chambira ist ein etwa 233 km langer linker Nebenfluss des Río Pintoyacu im Nordosten von Peru in der Provinz Maynas der Region Loreto.

## Flusslauf
Der Río Chambira entspringt im Nordwesten des Distrikts Alto Nanay auf einer Höhe von etwa 210 m. Er durchquert das Amazonastiefland nordwestlich der Regionshauptstadt Iquitos, anfangs in südöstlicher Richtung, die letzten 45 Kilometer nach Süden. Er weist auf seinem gesamten Flusslauf ein stark mäandrierendes Verhalten mit unzähligen engen Flussschlingen und Altarmen auf. Er mündet schließlich 2 km nördlich der Siedlung San Antonio in den Río Pintoyacu. Entlang dem Unterlauf befinden sich einige kleinere Siedlungen am Flussufer.

## Einzugsgebiet
Der Río Chambira entwässert eine Fläche von ungefähr 2900 km². Das Einzugsgebiet des Río Chambira erstreckt sich über den Nordosten des Distrikts Alto Nanay. Es grenzt im Südwesten an das des oberstrom gelegenen Río Pintoyacu, im Norden und im Nordosten an das des Río Mazán sowie im Osten an das des Río Momón. Das Gebiet besteht fast vollständig aus Tropischem Regenwald und Sumpfgebieten. Das obere Einzugsgebiet des Río Chambira oberhalb von Flusskilometer 113 befindet sich innerhalb des regionalen Schutzgebietes Alto Nanay-Pintuyacu-Chambira.